# Alexander Iwanowitsch Ustinow
Alexander Iwanowitsch Ustinow (russisch Александр Иванович Устинов; * 7. Dezember 1976 in Paustowo, Russische SFSR, Sowjetunion) ist ein ehemaliger russischer MMA-Kämpfer sowie Kickboxer und aktueller Boxer im Schwergewicht.

## Profiboxkarriere
Ustinow begann seine Karriere bei den Profis erfolgreich im Jahre 2005, als er in Minsk Aleh Tsukanau und Aleh Ramanau jeweils durch technischen K. o. bezwang. Im Jahr 2009 boxte er unter anderem gegen Michael Sprott und Monte Barrett. Beide Kämpfe konnte er nach Punkten gewinnen. Im Fight gegen Barrett stand der vakante internationale Gürtel des Verbandes WBA auf dem Spiel.
Im darauffolgenden Jahr besiegte Ustinow den Italiener Paolo Vidoz in der Ukraine ebenfalls nach Punkten. 
Ende September des Jahres 2012 trat Ustinow gegen Kubrat Pulev um den EBU-Europameistertitel und den IBF-International-Titel an und musste seine erste Niederlage hinnehmen, er verlor in Runde 11 durch klassischen Knockout. Im Jahr darauf schlug Ustinow David Tua einstimmig nach Punkten.
Am 25. November 2017 besiegte Manuel Charr im Kampf um den vakanten WM-Titel der WBA Ustinow durch eine einstimmige Entscheidung nach Punkten und wurde somit erster arabischstämmiger Weltmeister im Schwergewicht.